# Somabrachys capsitana
Somabrachys capsitana is een vlinder uit de familie van de Somabrachyidae. De wetenschappelijke naam van de soort is voor het eerst geldig gepubliceerd door Chrétien.